# Klasika Primavera de 2017
A 63.ª edição da Klasika Primavera foi uma carreira ciclista que se disputou no domingo 8 de abril de 2017 sobre um traçado de 171,5 quilómetros com início e final em Amorebieta.
A prova pertenceu ao UCI Europe Tour de 2017 dos Circuitos Continentais UCI, dentro da categoria 1.1.
A carreira foi vencida pelo corredor espanhol Gorka Izagirre da equipa Movistar Team, em segundo lugar Wilmar Paredes (Manzana Postobón Team) e em terceiro lugar Rui Vinhas (W52-FC Porto).

## Equipas participantes
| Equipe WorldTeam- Movistar Team Equipes profissionais Continentais (2)- Caja Rural-Seguros RGA - Manzana Postobón Equipes Continentais (9)- Burgos-BH - Dare Viator Partizan - Bolivia - Euskadi Basque Country-Murias - Inteja-Dominican - Massi-Kuwait Cycling Project - Sporting-Tavira - Team Ukyo - W52-FC Porto |
| |

## Classificações finais
- As classificações finalizaram da seguinte forma:[3]

| \| Classificação geral \| Classificação geral \| Classificação geral \| Classificação geral \| Classificação geral \| \| Ciclista \| Ciclista \| Equipe \| Tempo \| \| \| ------------------- \| ------------------- \| ----------------------------- \| ------------------- \| ------------------- \| \| 1. \| Gorka Izagirre \| Movistar Team \| 4h01m43s \| \| \| 2. \| Wilmar Paredes \| Manzana Postobón \| + 6s \| \| \| 3. \| Rui Vinhas \| W52-FC Porto \| + 6s \| \| \| 4. \| Salvador Guardiola \| Team Ukyo \| + 6s \| \| \| 5. \| Óscar Pujol \| Team Ukyo \| + 6s \| \| \| 6. \| Nick Schultz \| Caja Rural-Seguros RGA \| + 6s \| \| \| 7. \| Ibai Salas \| Burgos-BH \| + 6s \| \| \| 8. \| Garikoitz Bravo \| Euskadi Basque Country-Murias \| + 6s \| \| \| 9. \| Eduard Prades \| Caja Rural-Seguros RGA \| + 21s \| \| \| 10. \| Jesús Herrada \| Movistar Team \| + 21s \| \| |                    |                               |          |
| |                    |                               |          |
| Fonte: ProCyclingStats |                    |                               |          |
| Classificação geral |                    |                               |          |
| Ciclista | Ciclista           | Equipe                        | Tempo    |
| 1. | Gorka Izagirre     | Movistar Team                 | 4h01m43s |
| 2. | Wilmar Paredes     | Manzana Postobón              | + 6s     |
| 3. | Rui Vinhas         | W52-FC Porto                  | + 6s     |
| 4. | Salvador Guardiola | Team Ukyo                     | + 6s     |
| 5. | Óscar Pujol        | Team Ukyo                     | + 6s     |
| 6. | Nick Schultz       | Caja Rural-Seguros RGA        | + 6s     |
| 7. | Ibai Salas         | Burgos-BH                     | + 6s     |
| 8. | Garikoitz Bravo    | Euskadi Basque Country-Murias | + 6s     |
| 9. | Eduard Prades      | Caja Rural-Seguros RGA        | + 21s    |
| 10. | Jesús Herrada      | Movistar Team                 | + 21s    |

## UCI World Ranking
A Klasika Primavera outorga pontos para o UCI Europe Tour de 2017 e o UCI World Ranking, este último para corredores das equipas nas categorias UCI Pro Team, Profissional Continental e Equipas Continentais. A seguinte tabela são o barómetro de pontuação e os corredores que obtiveram pontos:
| Posição             | 1.ª | 2.ª | 3.ª | 4.ª | 5.ª | 6.ª | 7.ª | 8.ª | 9.ª | 10.ª |
| Classificação geral | 125 | 85  | 70  | 60  | 50  | 40  | 35  | 30  | 25  | 20   |

| 1.º  | Gorka Izagirre     | Movistar Team                 | 125 |
| 2.º  | Wilmar Paredes     | Manzana Postobón              | 85  |
| 3.º  | Rui Vinhas         | W52-FC Porto                  | 70  |
| 4.º  | Salvador Guardiola | Ukyo                          | 60  |
| 5.º  | Oscar Pujol        | Ukyo                          | 50  |
| 6.º  | Nick Schultz       | Caja Rural-Seguros RGA        | 40  |
| 7.º  | Ibai Salas         | Burgos-BH                     | 35  |
| 8.º  | Garikoitz Bravo    | Euskadi Basque Country-Murias | 30  |
| 9.º  | Eduard Prades      | Caja Rural-Seguros RGA        | 25  |
| 10.º | Jesús Herrada      | Movistar Team                 | 20  |